# Sematophyllum elgonense
Sematophyllum elgonense là một loài Rêu trong họ Sematophyllaceae. Loài này được (Dixon) Broth. miêu tả khoa học đầu tiên năm 1925.